# Ecotopía (novela)
Ecotopía (Ecotopia: The Notebooks and Reports of William Weston es su título original completo) es una novela de ciencia ficción de Ernest Callenbach publicada en 1975 y ambientada en 1999.
En ella se describe un nuevo estado ecologista formado por el norte de California y los estados de Oregón y Washington, que se han secesionado de los Estados Unidos.

## Argumento
El protagonista es un periodista estadounidense, llamado William Weston, que viaja a Ecotopía para realizar un reportaje para el periódico en el que trabaja y así poder describirlo, y de ser posible, contribuir de esta manera a que vuelva a formar parte de los Estados Unidos.
De esta forma se descubre una sociedad sin apenas contaminación, donde se recicla y se reutiliza casi todo, sus plásticos son biodegradables, con una visión totalmente distinta del consumo y con un aprovechamiento agrícola, forestal e industrial sostenible. Su principal medio de transporte es el tren de alta velocidad, que comunica todo el país, sustituyendo de esta forma al tradicional transporte privado (coches). 
La capital es la ciudad de San Francisco y en él los taxis, autobuses y tranvías son eléctricos. En todo el país se utiliza fuentes de energía renovables. Las mujeres y los hombres gozan de derechos de plena igualdad y  tienen un concepto de familia mucho más amplia y flexible que la tradicional. 
William Weston compara esta sociedad con la de su país, y pasa del escepticismo a la valoración positiva de este país.